# Lexington (Massachusetts)
Lexington – miejscowość w USA, w stanie Massachusetts, w aglomeracji Bostonu.

## Historia
Lexington jest znane jako miejsce pierwszego strzału rewolucji amerykańskiej, w bitwie pod Lexington w dniu 19 kwietnia 1775 roku.

## Gospodarka
W mieście rozwinął się przemysł poligraficzny oraz obuwniczy.

## Miasta partnerskie
- Antony, Francja
- Dolores Hidalgo, Meksyk
- Dniepr, Ukraina
- Hajfa, Izrael